# Ryan Kelly (natation)
Pour les articles homonymes, voir Ryan Kelly.
Ryan Kelly, né en 1976, est un nageur sud-africain.

## Carrière
Ryan Kelly termine huitième de la finale du 100 mètres papillon aux Championnats pan-pacifiques 1999 à Sydney.
Aux Jeux africains de 1999 à Johannesbourg, Ryan Kelly est médaillé d'or du 100 mètres papillon et du relais 4 x 100 mètres nage libre ,.